# Иван Мерц
Блажени Иван Мерц (изворно: Ivan Merz, 16. децембар 1896. Бања Лука – 10. мај 1928. Загреб) био је хрватски свјетовни академик, којег је папа Јован Павле II прогласио блаженим приликом посјете Бања Луци 22. јуна 2003. године. Иван Мерц промовисао је литургијски покрет у Хрватској и заједно са Ивом Протулипцом створио је поклет за младе људе, „Хрватски орловски савез”, инспирисан „Еухаристичким крсташким ратом”, с којим се сусрео у Француској.

## Биографија

### Младост
Иван Мерц био је млади лаик из Босне и Херцеговине, који је живио у турбулентно доба. Рођен је у либералној породици 16. децембра 1896. године у Бањој Луци, за вријеме аустроугарске окупације у Босни и Херцеговини. Његов отац био је Нијемац, а мајка Чехиња. Основну школу започео је у Бањој Луци, 2. и 3. разред похађа у Приједору гдје му је отац привремено премјештен због службе. Школовао се у вишенационалној и вишерелигијској средини, а дипломирао је у вријеме када је убијен престолонасљедник Франц Фердинанд (28. јуна 1914).

### Образовање
Након матуре 1914. године, Иван се придружио Војној академији у Винер Нојштату на захтјев својих родитеља, али је, згрожен корупцијом ове околине, напустио након четири мјесеца. Почетком 1915. године отишао је у Беч гдје је студирао право, али је ишао и на предавања из књижевности. У фебруару 1916. године одлази у војску, гдје се борио на италијанском фронту.
Након што се вратио у Бању Луку, доживио је радикалне политичке промјене и и рођење нове југословенске државе. Од 1919. до 1920. године био је у Бечу, гдје је студирао на Филозофском факултету. У октобру 1920. године отпутовао је у Париз, гдје је похађао неколико предавања на универзитету Сорбони и на Католичком инстутуту. У међувремену је припремао своју докторску дисертацију.
Докторирао је на Филозофоском факултету Универзитета у Загребу 1923. године на тему „Утицај литургије на француске писце”. Био је професор француског и њемачког језика у Надбискупској класичној гимназији у Загребу до своје смрти, 10. маја 1928. године.

## Дјеловање
Иван Мерц се придружио Католичком покрету за вријеме студирања у Бечу и Паризу. Циљ Католичког покрета био је супротстављање либерализму који је „потискивао вјеру и њене вриједности из јавног живота”.
Када се дошао у Загреб, активно се прикључио раду Католичког покрета, а јесени 1922. године изабран је за предсједника Хрватског католичког омладинског савеза, који се годину дана касније постао Хрватски орловски савез. Орловкси савез имао је циљ одгој младих у вјерском, интелектуалном, моралном и физичком погледу.
Промовисао је литургијски покрет у Хрватској према упутствима папе Пија IX, како би саставио „елиту” апостола да раде на „обнови свега у Христу”. 

## Смрт
Иван је од дјетињства имао проблема са видом, а касније и са зубобољом. Добио је акутну упалу усне шупљине. Оперисан је 26. априла на Клиници за ухо, нос и грло у Загребу. Операција није успјела, а Иван је добио менингитис. Умро је 10. маја 1928. године, са угледом свеца.

### Беатификација и процес канонизације
Мерц је умро остављајући примјер како човјек може живјети, борити се и патити за Бога. Трудио се да свом животу подари „пуно значење”, усмјеравајући се на светост, а сав његов педагошки задатак био је посвећен формирању апостола светости. Његово светилиште налази се у Базилици Срца Исусова у Загребу. Процес канонизације започео је 1958. године.
Папа Јован Павле II прогласио га је блаженим у Бањој Луци 22. јуна 2003. године и поставио га је као примјер хришћанског живота младима и вјерницима.

## Париске одлуке
Иван Мерц је за вријеме боравка у Паризу саставио одлуке, које свједоче о томе како се Иван „спремно одазвао Божјој милости, која га је водила према хришћанској савршености”.

1. На сасвим тврдом лежати.
2. Цијело тијело дневно леденом водом умивати.
3. Изјутра ништа не јести.
4. У петак глад осјећати.
5. Чешће у најбољем теку престати (с јелом).
6. Гимнастицирати сваки дан у којим год приликама.
7. О себи никада не говорити.
8. Само ручати и вечерати.
9. Једном мјесечно 24 сата ништа не јести ни пити.
10. Сувишак својих добара сиромаху поклонити.
11. О својој боли никада не говорити.
12. Што мање говорити.
13. Сваки дан бар једном посвема Богу помолити.
14. Ићи у неугодне ситуације.
15. Властиту бол благосивати.
16. Каткада себи својевољно, у потаји, бол задавати.
17. Каткада из најбољега сна устати и гледати звијезде.
18. Ићи по најтамнијој ноћи на страшива мјеста, побиједити страх, јачати вјеру.
19. Понижење пред људима с весељем примити.
20. Не одати се никада одвише једнострано знаности.
21. Бити са животом у најужем контакту.